# Níger en los Juegos Paralímpicos de Atenas 2004
Níger estuvo representado en los Juegos Paralímpicos de Atenas 2004 por un deportista masculino. El equipo paralímpico nigerino no obtuvo ninguna medalla en estos Juegos.